# Andranik Margarján
Andranik Margarján (örmény Անդրանիկ Մարգարյան, angolosan Andranik Margaryan) (1951. június 12. – Jereván, 2007. március 25.), az Örményországi Köztársasági Párt elnöke, és egyben kormányfő 2000. május 12. és 2007. március 25. között.

## Politikai pályafutása
Az eredetileg informatikus képzettségű Margarján a szovjet korszakban a függetlenséget követelő örmény ellenzék aktivistája volt. E tevékenysége miatt börtönözték be 1970-es években két évre.
Azután lett kormányfő, hogy 1999 októberében a jereváni parlament elleni támadásban megöltek Vazgen Szarkiszján akkori kormányfőt. Örményország gazdasági gondokkal és erősödő elégedetlenséggel küszködött mikor a kormányfői székbe került. 1995-től az Örményország Köztársasági Párt (RPA) vezetője volt. A 2007 májusában esedékes parlamenti választások kampányában is ő vezette pártja jelöltlistáját.

## Egészségügyi problémái
Éveken át szív- és érrendszeri problémákkal kezelték, 1999 októberétől több műtéten is átesett Jerevánban, illetve Párizsban. Halála előtt szóvivője szerint megfázásra és hidegrázásra panaszkodott, otthonában hunyt el.

## Családja
Házasságából két lánya és egy fia született, akiktől öt unokája lett.